# Nuňo Tristão
Nuňo Tristão, také Nuno Tristão (?, Portugalsko – † 1446? Cape Verde, Senegal) byl portugalský mořeplavec, obchodník a objevitel epochy Jindřicha Mořeplavce.
V první polovině 15. století začal vzkvétat obchod s otroky z Afriky, kteří byli s velkým ziskem prodáváni na trzích v Portu v Portugalsku, proto Portugalci v tomto období podnikali velmi nebezpečné cesty do neznámých končin podél západního pobřeží Afriky stále dále na jih. Při těchto cestách bylo učiněno mnoho objevů v nebezpečných vodách kolem Zeleného mysu. Nuňo Tristão se účastnil celkem čtyř expedic k břehům západní Afriky za účelem dovést otroky do Portugalska. Tyto expedice byly organizovány princem Jindřichem Mořeplavcem, jehož Nuňo byl chráněncem. Alespoň dvě z těchto cest byly provedeny společně s Antão Gonçalvesem, příbuzným João Gonçalvesem Zarcem při kterých znovuobjevili Madeiru. V roce 1441 velel lodi, která se plavila do Rio de Ora. Doplul přibližně 160 kilometrů za záliv Cape Blanc v Mauretánii, kde objevil ostrov Arguim. Na této cestě Portugalci zajali africké domorodce a jako otroky je násilně odvezli do Portugalska. V letech 1443 a 1444 vyplul znovu na moře a doplul do Senegalu. Zemi, kterou objevil pojmenoval Terra dos Negros (země černochů). V roce 1446 plul okolo Zeleného mysu do Gambie. Tam se mu lov na otroky stal osudným. Byl smrtelně zraněn otrávenými šípy domorodci, které chtěl unést. Zemřel na cestě zpět do Portugalska nedaleko Cape Verde.